# Christoph Oeser

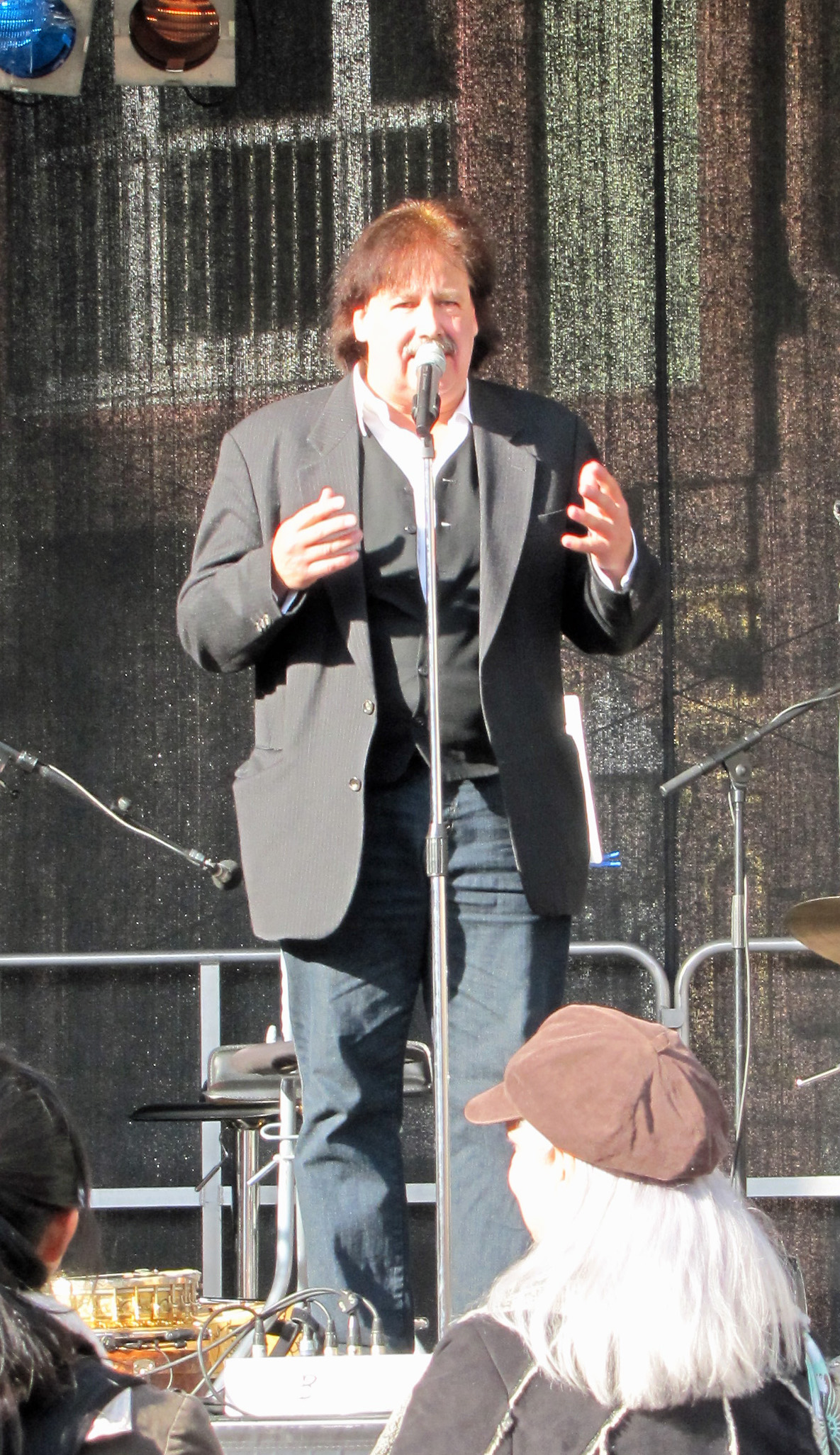
Christoph Oeser (2013) in Frankfurt am Main

Christoph Johannes Oeser (* 21. Oktober 1956 in Offenbach am Main) ist ein deutscher Boogie Woogie Pianist, Blues- und Jazzmusiker (Piano, Orgel). Er hat mit anderen dazu beigetragen, dass der Boogie Woogie in Deutschland eine erstaunliche Popularität genießt.

## Leben und Wirken
Oeser lernte als Kind Klavier und erhielt bis zum 16. Lebensjahr Unterricht. 1971 begann er sich autodidaktisch mit Boogie-Woogie und Blues zu beschäftigen. Mit Michael Sagmeister und Bernd Kohn gründete er 1975 eine erste Band, die im Grenzbereich zwischen Rockjazz und Blues tätig war. 
Während seines Graphik-Design-Studiums war er auf dem Sampler „Ried“ mit einer Solodarbietung vertreten und wendete sich in der gleichen Zeit auch dem Mundart-Blues zu; das Album „Uff Deiwel kumm raus“ erhielt 1981 den Preis der deutschen Schallplattenkritik. Im Trio mit Bernd Kohn und Kai Eckhardt nahm er 1982 das Album „On the Ried Road“ auf. Mit der Frankfurt City Blues Band ging er international auf Tournee und spielte Konzerte mit Alan Skidmore, Bernhard Dill und Champion Jack Dupree. 
Weiterhin trat er mit der Barrelhouse Jazzband und der „Matchbox Blues Band“ auf und begleitete Little Willie Littlefield, Johnny Copeland oder Maxine Howard. Nun genießt er auch überregionales Renommee. Als Nachfolger Leopold von Knobelsdorffs holte ihn Ali Claudi 1989 als Pianist in die  Boogie Woogie Company, mit der er auch auf Festivals u. a. auch in Belgien, Frankreich und den Niederlanden auftrat und mehrere Platten vorlegte. 
1997 veröffentlichte er ein Soloalbum, im Jahre 2003 ein Album, in dem er sowohl als Solist als auch im Duett mit dem Schlagzeuger Bernd Kohn und dem Kontrabassisten Wolfgang Mörike zu hören ist. Er tritt auch im Trio mit Bernd Kohn und Wolfgang Mörike bzw. Götz Ommert als Solist auf.
Sein Vater ist der „Umweltpfarrer“ Kurt Oeser.

## Lexigraphische Einträge
- Martin Kunzler: Jazz-Lexikon. Band 2: M–Z (= rororo-Sachbuch. Bd. 16513). 2. Auflage. Rowohlt, Reinbek bei Hamburg 2004, ISBN 3-499-16513-9.
- Jürgen Wölfer: Jazz in Deutschland. Das Lexikon. Alle Musiker und Plattenfirmen von 1920 bis heute. Hannibal, Höfen 2008, ISBN 978-3-85445-274-4.
- Michael Rauhut, Reinhard Lorenz (Hrsg.): Ich hab den Blues schon länger, Spuren einer Musik in Deutschland, 2008 Ch. Links Verlag, Berlin, ISBN 978-3-86153-495-2.